# اونیورسومهوست

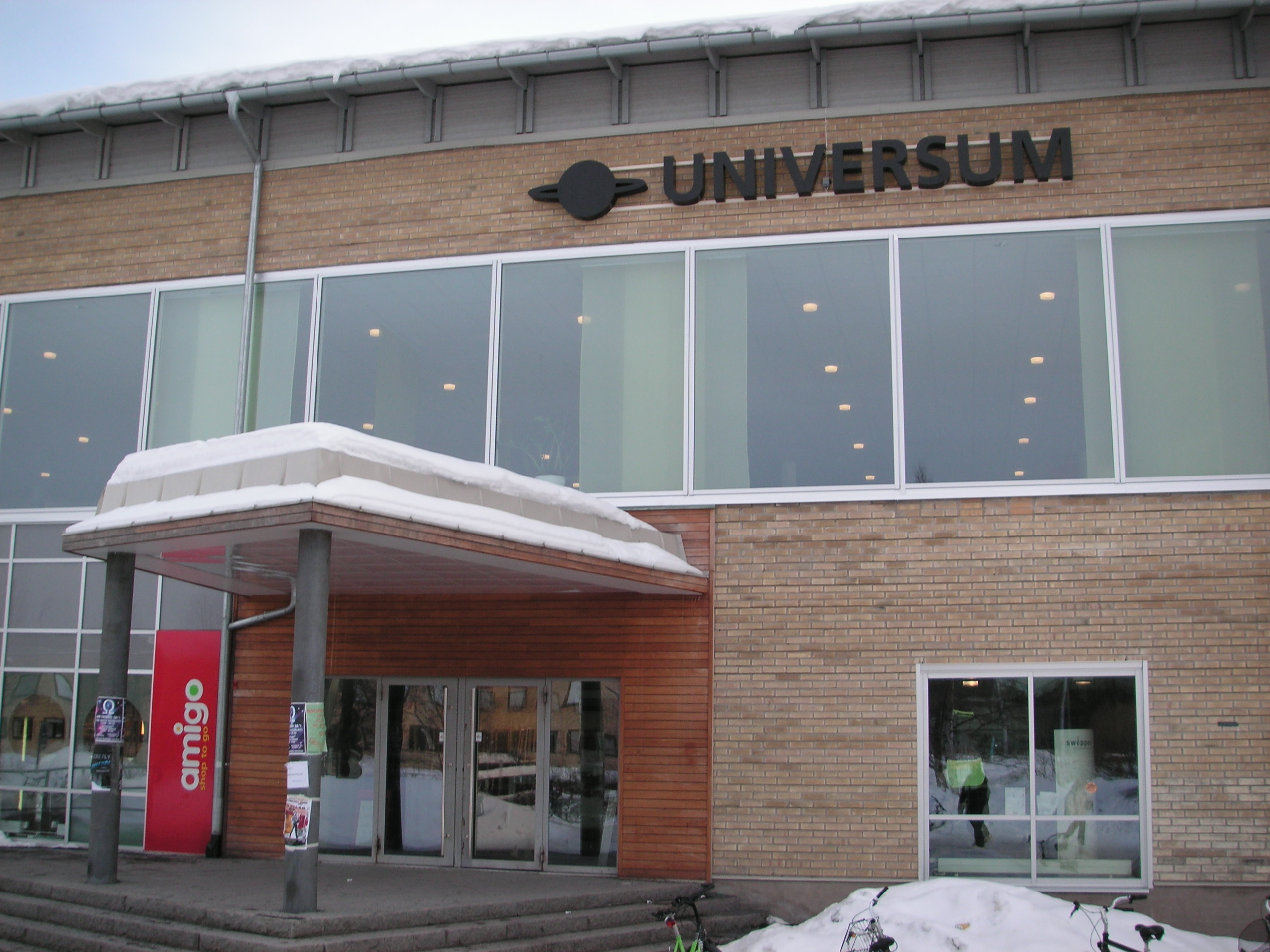
اونیورسومهوست

اونیورسومهوست (به سوئدی: Universumhuset) یک ساختمان در دانشگاه اومئو است که محل قرارگیری سالن اجتماعات و کنفرانس، اتحادیه‌های دانشجویی، سالن غذاخوری، کافه تریا و سالن‌های مطالعه می‌‌باشد.
این ساختمان جز اموال شرکت آکادمیسکا هوس می‌باشد و اولین فاز آن در سال ۱۹۷۰ به پایان رسیده بوده است، در سال ۲۰۰۶ این ساختمان نوسازی عمده شده است.